# Starling Marte
Starling Javier Marte (Santo Domingo, 9 ottobre 1988) è un giocatore di baseball dominicano, esterno per i New York Mets nella Major League Baseball (MLB).

## Carriera

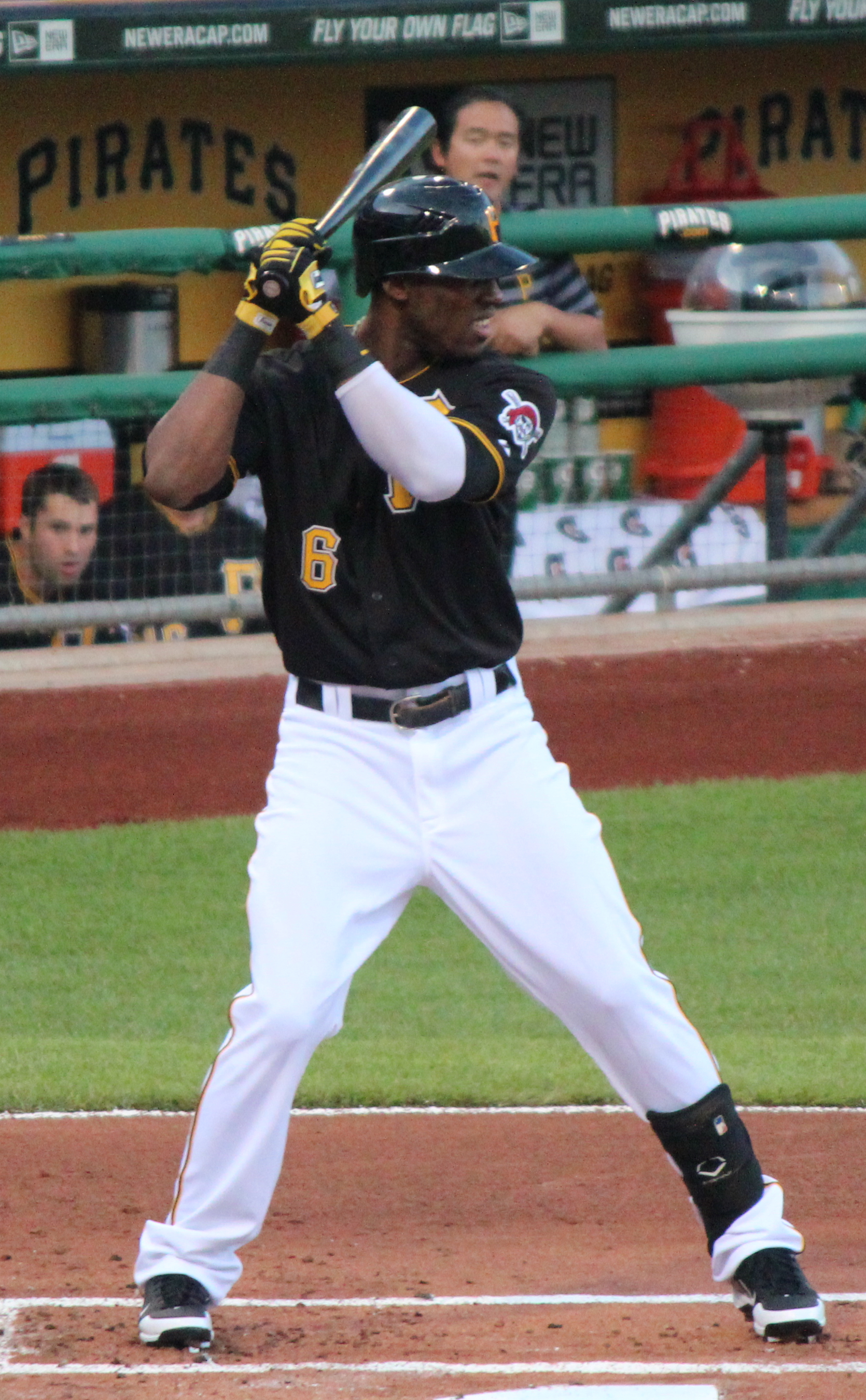
Marte nel 2012

### Minor League
Marte iniziò la sua carriera nel professionismo nel 2007 con i Pittsburgh Pirates, giocando le stagioni 2007 e 2008 in patria nella Dominican Summer League. Venne chiamato negli Stati Uniti nel 2009, dove giocò prevalentemente nella classe A, con qualche apparizione nella classe Rookie e nella classe A-avanzata. Nel 2010 giocò principalmente nella classe A-avanzata con qualche presenza anche nella classe Rookie. Nel 2011 venne schierato esclusivamente nella Doppia-A.

### Major League
Debuttò nella MLB il 26 luglio 2012 al Minute Maid Park di Houston, contro gli Houston Astros, battendo un fuoricampo al primo lancio nella Major League. Terminò la stagione con 47 presenze nella MLB e 100 nella minor league, di cui 99 nella Tripla-A e una nella classe Rookie.
Il 28 marzo 2014, Marte firmò con i Pirates un contratto valido 6 anni dal valore complessivo di 31 milioni di dollari.
Nel 2015 fu premiato col suo primo Guanto d'oro. Nel 2016 fu convocato per la prima volta per l'All-Star Game.
Nel marzo 2017, Marte partecipò con la nazionale dominicana al World Baseball Classic, fino all'eliminazione della squadra avvenuta il 18 marzo contro la nazionale Statunitense.
Il 18 aprile 2017, Marte venne sospeso per 80 partite perché trovato positivo a una sostanza vietata dal regolamento.
Il 27 gennaio 2020, i Pirates scambiarono Marte più una somma in denaro con gli Arizona Diamondbacks per Liover Peguero, Brennan Malone e un bonus internazionale pool.
Il 31 agosto 2020, i Diamondbacks scambiarono Marte con i Miami Marlins per Caleb Smith, Humberto Mejía e un giocatore da nominare in seguito. Il 13 giugno 2021, venne nominato giocatore della settimana della National League.
Il 28 luglio 2021, i Marlins scambiarono Marte assieme a una somma in denaro con gli Oakland Athletics per Jesús Luzardo.

## Palmarès
- MLB All-Star: 1

2016
- Guanti d'oro: 2

2015, 2016
- Defensive Players of the Year: 1

2015
- Giocatore della settimana: 1

NL: 13 giugno 2021